# Partido Brasileiro de Mulheres
Partido Brasileiro de Mulheres foi uma sigla partidária brasileira que, sob registro provisório, disputou as eleições brasileiras de 1990, sendo extinto logo em seguida.
É, certamente, o partido menos votado de toda a história política brasileira. Nas eleições daquele ano, somadas todas as suas candidaturas, o PBM obteve apenas 896 votos, tendo lançado candidaturas apenas no Distrito Federal.
O partido utilizou o número eleitoral 61.